# کوهن ۲۳۷۳۵
سیارک ۲۳۷۳۵ (به انگلیسی: 23735 Cohen، نامگذاری:1998HM134) بیست و سه هزار و هفتصد و سی و پنجمین سیارک کشف شده‌است که در ۱۹ آوریل ۱۹۹۸ کشف شد.
قدر مطلق سیارک برابر ۱۰.۷ است.